# Xifra de Delastelle
La xifra de Delastelle  deu el seu nom al seu inventor, el francès Félix-Marie Delastelle (1840-1902), que havia descrit per primera vegada el principi en la  Revue du Génie civil  el 1895, sota el nom de "nova criptografia ".
L'algorisme utilitza una graella de xifratge/desxifratge anàloga a la del quadrat de Polibi. Després d'anotar les coordenades de diverses lletres no xifrades, barreja les coordenades i llegeix després a la graella les lletres xifrades amb les coordenades barrejades. Aquest procediment s'anomena també tomogràmic.
El Traité élémentaire de cryptographie de Delastelle, únic criptògraf civil important de l'època, va ser publicat per Gauthier-Villars el 1902.